# Angersdorf
Angersdorf is een plaats en voormalige gemeente in de Duitse deelstaat Saksen-Anhalt en maakt deel uit van de gemeente Teutschenthal in de Landkreis Saalekreis.

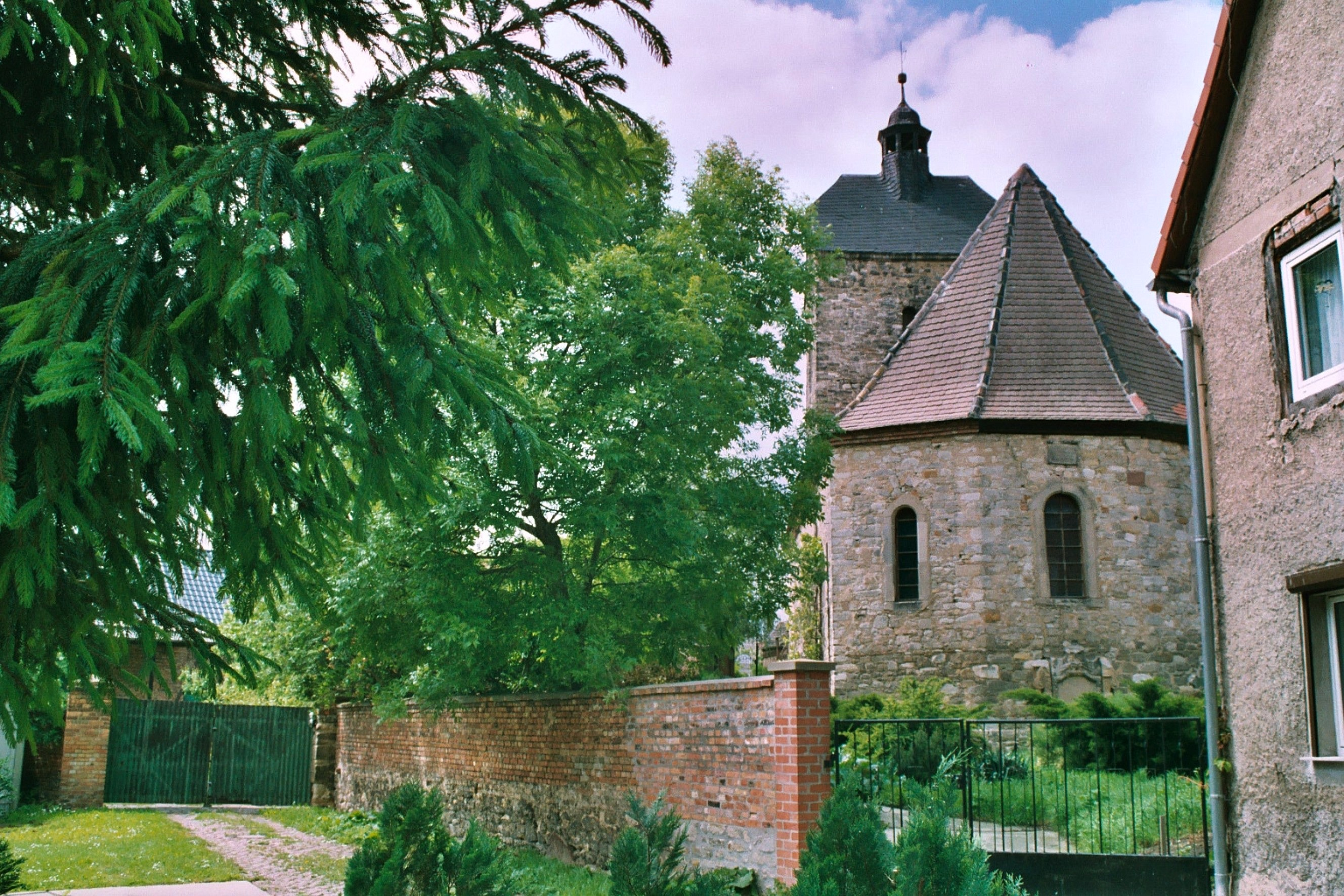
Dorpskerk van Angersdorf

Angersdorf telt 1.186 inwoners.